# 유미리
유미리(柳美里, 1968년 6월 22일~)는 대한민국의 극작가, 소설가이다. 재일 한국인이며, 요코하마 공동설립 학원 고등학교에서 퇴학당했다. 현재는 가나가와현 가마쿠라시에 거주한다.
도쿄 키드 브라더스에 입단했다. 나중에 연극 집단 청춘 5월당을 개양했다. 1986년에 《물 속 친구에게》란 작품을 써 극작가로 데뷔하였다. 1996년부터는 소설집필에 집중하고 있으며, 고베 아동 연쇄 살인 사건을 바탕으로 만들어진 《골드 러시》는 화제를 모았다.
평론가 후쿠다 가즈야와는 한때 적대적인 관계였지만, 후에 화해한다. 2003년에 후쿠다, 일러스트레이터 릴리 프랭키와 평론가 쓰보우치 유조와 함께 공동 편집인으로 문예잡지 《en-taxi》를 창간한다.
작품 경향은 개인 소설이 많으며 부라이 파의 계보를 잇는 작가로 평가받는다.
1997년 《가족 시네마》 (家族シネマ)로 제116회 아쿠타가와 상(芥川龍之介賞)을 수상하였다.

## 저서

### 소설
- 1996년 《풀하우스》
- 1997년 《가족 시네마》
- 1997년 《물가의 요람》
- 1997년 《타일》
- 1998년 《골드 러시》
- 1999년 《여학생의 친구》
- 2000년 《남자》
- 2000년 《생명》
- 2001년 《루주》
- 2002년 《돌에서 헤엄치는 물고기》
- 2004년 《8월의 저편》
- 2005년 《비와 꿈 뒤에》
- 2014년 《우에노역 공원출구》